# Кеннет Вайлд
Ке́ннет Ва́йлд (англ. Kenneth "Ken" Whyld; 6 березня 1926, Ноттінгем, Ноттінгемшир, Англія, Велика Британія — 11 липня 2003, Кіртон у Ліндсі, Північний Лінкольншир, Англія, Велика Британія) — англійський шаховий журналіст та історик. Найбільшу популярність здобув шаховою енциклопедією «The Oxford Companion to Chess» 1984 року (у співавторстві з Девідом Вінсентом Гупером).
Вайлд був сильним шахістом-аматором, брав участь у британському чемпіонаті з шахів у 1956 році та виграв чемпіонат графства Ноттінгемшир. Згодом він став заробляти на життя пишучи книги про шахи та досліджуючи їх історію.
Автор багатьох шахових книг, у тому числі: тритомного збірника партій Емануїла Ласкера (1998, у співавторстві з Дж. Гілкрістом), шахового випуску в серії «Книги рекордів Гіннеса».
Серед інших його праць «Нацистські статті Алехіна» (2002), книжка про дискусійні нацистські пропагандистські статті Олександра Алехіна, а також бібліографії «Фальшиві автомати у шахах» (1994) і «Шахові колонки: список» (2002). Його підручник «Вчимо шахи за вихідні» перекладений декількома мовами. З 1985 до 2002 року він розіслав своїм друзям на Різдво 17 брошур з нарисами по історії шахів, якими він підхопив ідею шахового композитора Алена Кемпбелла Вайта і його «Різдвяну серію» з 44 книг, виданих у 1905—1936 роках. Работа Вайлда була перевидана в антології у 2006 році під назвою «Chess Christmas».
З 1978 року до кінця свого життя Вайлд вів колонку «Цитати та запити» (Quotes and Queries) у шаховому журналі «British Chess Magazine».

## Книги
- The Oxford companion to chess, Oxf., 1984 (у співавторстві);
- Chess, the records, Enfield (Middlesex), 1986;
- Fake Automata in Chess (1994);
- Chess Columns: A List (2002);
- Alekhine Nazi Articles (2002).